# Maygayraba
Maygayraba ist ein 700 m hoher Berg in Dschibuti. Er liegt in der Region Obock im Norden des Landes.

## Namensvarianten
Magahira, Maygayraba, Sommet du Maghaira.

## Geographie
Der Berg liegt im Norden der Region Obock, etwa 6 km südwestlich der Grenze zu Eritrea. Der nächste Ort ist Alaili Dadda im Süden, wo auch die RN 16 verläuft.
Nahe gelegene Gipfel sind ‘Ado‘ale (ca. 517 m, ⊙) und ‘Asâro (ca. 449 m, ⊙).

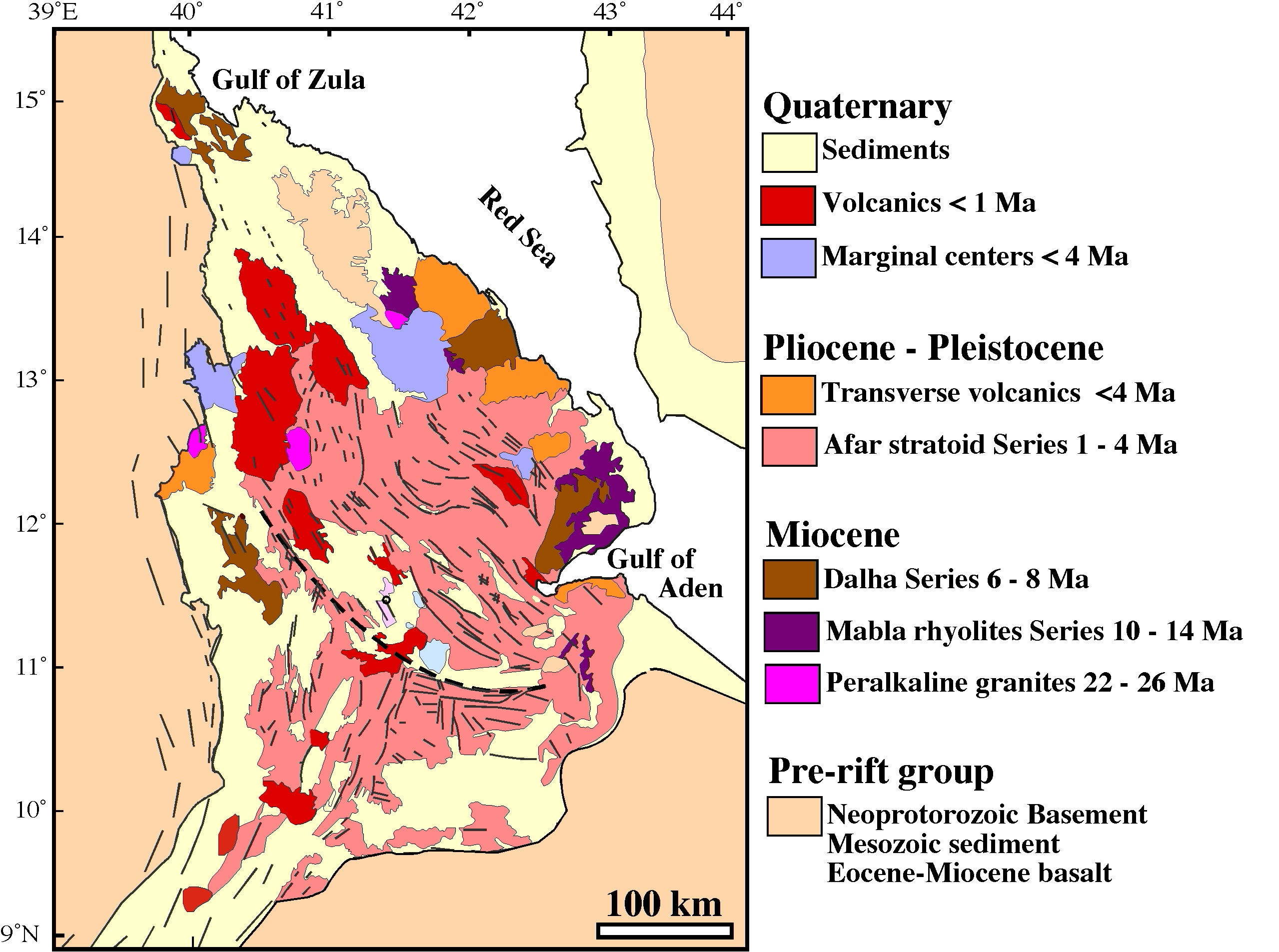
Geologie des Afar-Dreiecks.